# Midhope Castle
 (janvier 2019).
Si vous disposez d'ouvrages ou d'articles de référence ou si vous connaissez des sites web de qualité traitant du thème abordé ici, merci de compléter l'article en donnant les références utiles à sa vérifiabilité et en les liant à la section « Notes et références ».
Le château de Midhope (en anglais Midhope Castle) est une maison-tour datée du XVIe siècle. 
Il est situé en Écosse, dans le village de Abercorn à environ 4 kilomètres à l'ouest de South Queensferry, en périphérie d'Édimbourg, et appartient au domaine de Hopetoun House. Ce bâtiment est classé monument historique de catégorie A ,.

## Histoire
Les ruines du château que l'on peut apercevoir aujourd'hui correspondent à une version très largement aménagée d'une maison-tour oblongue à 5 étages. 
En 1678, la maison Hope acquiert le château et l'intègre au domaine de Hopetoun House. Des rénovations d'ampleur conduisent alors à la démolition d'une tour d'entrée ainsi qu'à l'agrandissement et la surélévation de l'aile est. Une nouvelle porte ainsi qu'une petite cour de 35x19 mètres sont édifiées au sud.
Au cours du XVIe siècle, le château fut la propriété d'Alexandre Drummond de Midhope, le frère de Robert Drummond de Carnock, Maître des travaux de la couronne d'Écosse. Une stèle où il est inscrit « AD 1582 MB » commémore Alexandre et sa femme Marjorie Bruce.
L'une des fresques de plafond de la tour est placée sous la protection du Historic Scotland, l'agence écossaise des Monuments historiques basée à Edimbourg ; une exposition de la fresque est prévue au Palais de Holyrood. On peut y apercevoir des quintefeuilles, l'un des emblèmes de la maison Hamilton. Cette fresque commémore probablement le mariage de Sir Robert Drummond, qui devint seigneur (laird) de Midhope en 1619, à une héritière de la maison Hamilton. On distingue sur une autre fresque de plafond les étoiles d'or des armoiries familiales, la devise de la famille étant « ad astra per ardua ».
Un large pigeonnier oblong à deux chambres datant de la fin du XVIIe siècle se situe à 140 mètres au sud-est de la propriété.

## Dans la culture populaire
Le château de Midhope a servi de lieu de tournage pour Outlander, l'adaptation télévisée de la série de romans Le Chardon et le Tartan de Diana Gabaldon, diffusée sur la chaîne américaine Starz. Dans la série, le domaine, renommé Lallybroch (mais également parfois Broch Tuarach), est la demeure ancestrale de la famille de Jamie Fraser (un des personnages principaux).

## Photographies

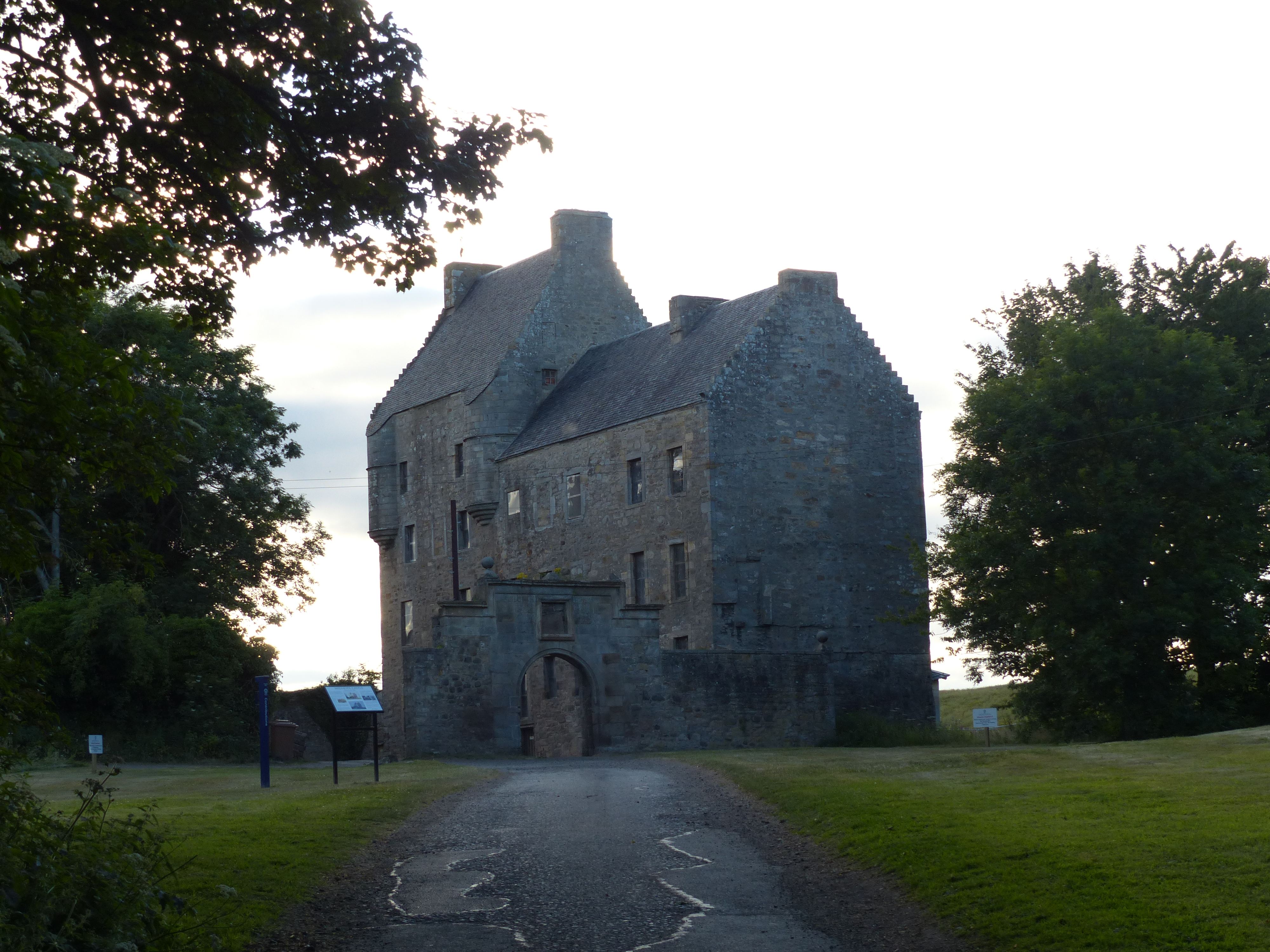
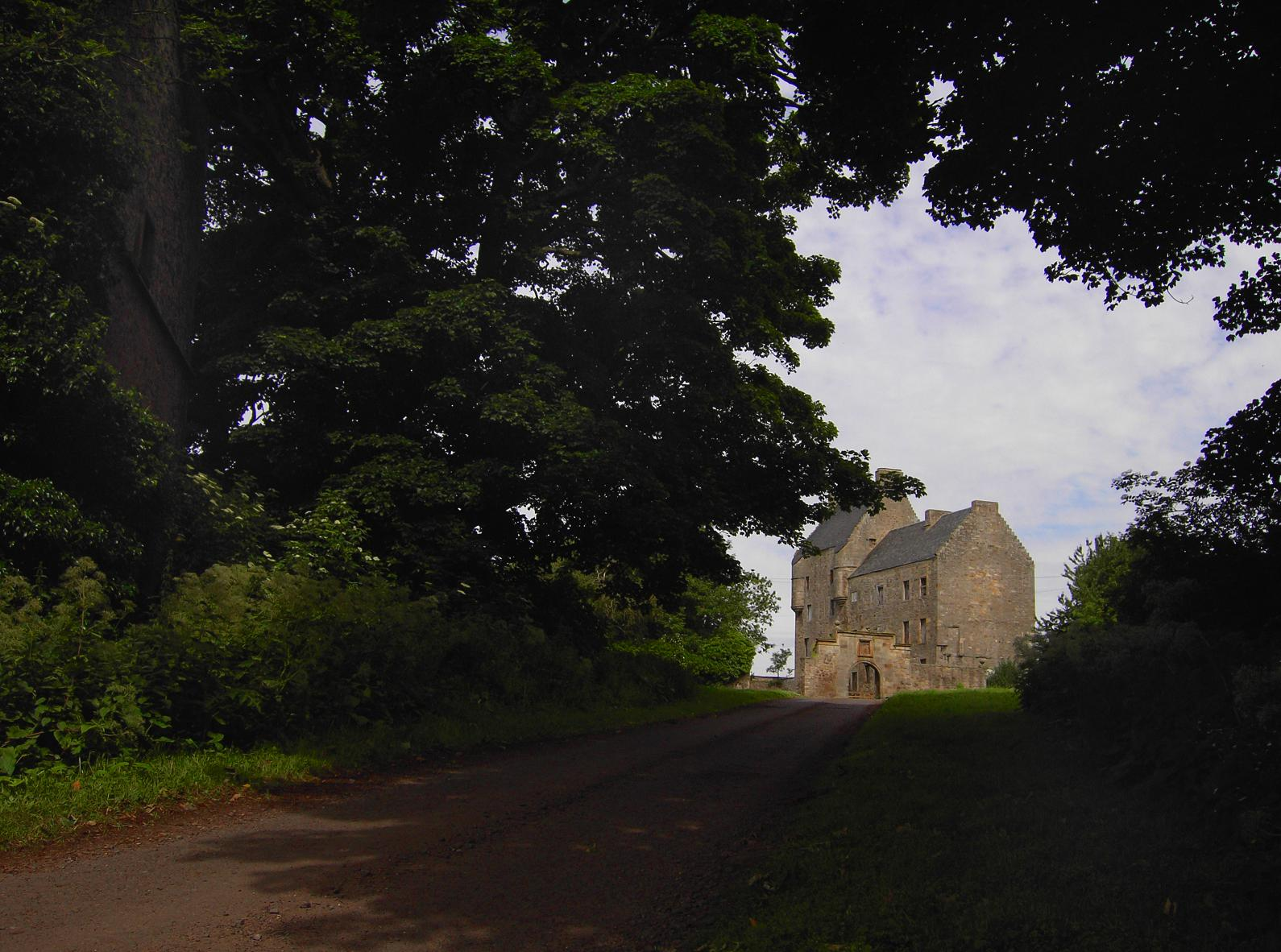
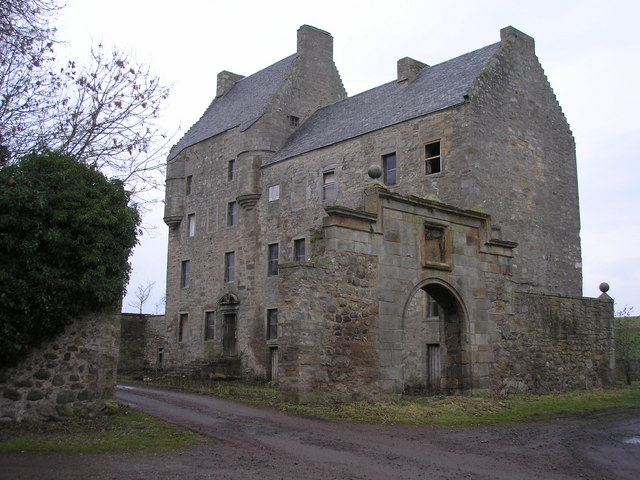
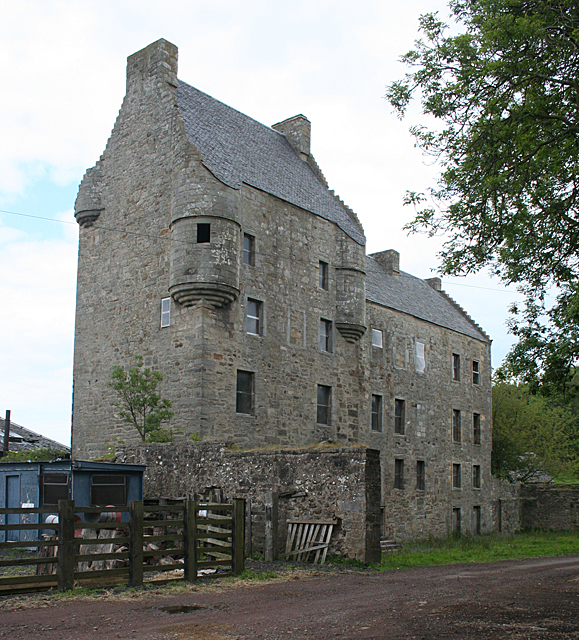
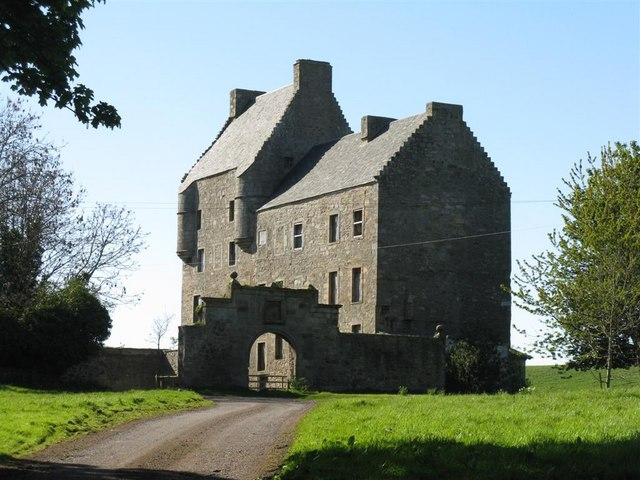